# Fábián Tamás (geográfus)
Fábián Tamás (Vasvár, 1958 – Erta Ale vulkán, Etiópia, 2012. január 16.) magyar geográfus, utazó, aki tragikus körülmények között, a 2012-es Erta Ale-i támadás során vesztette életét.

## Élete

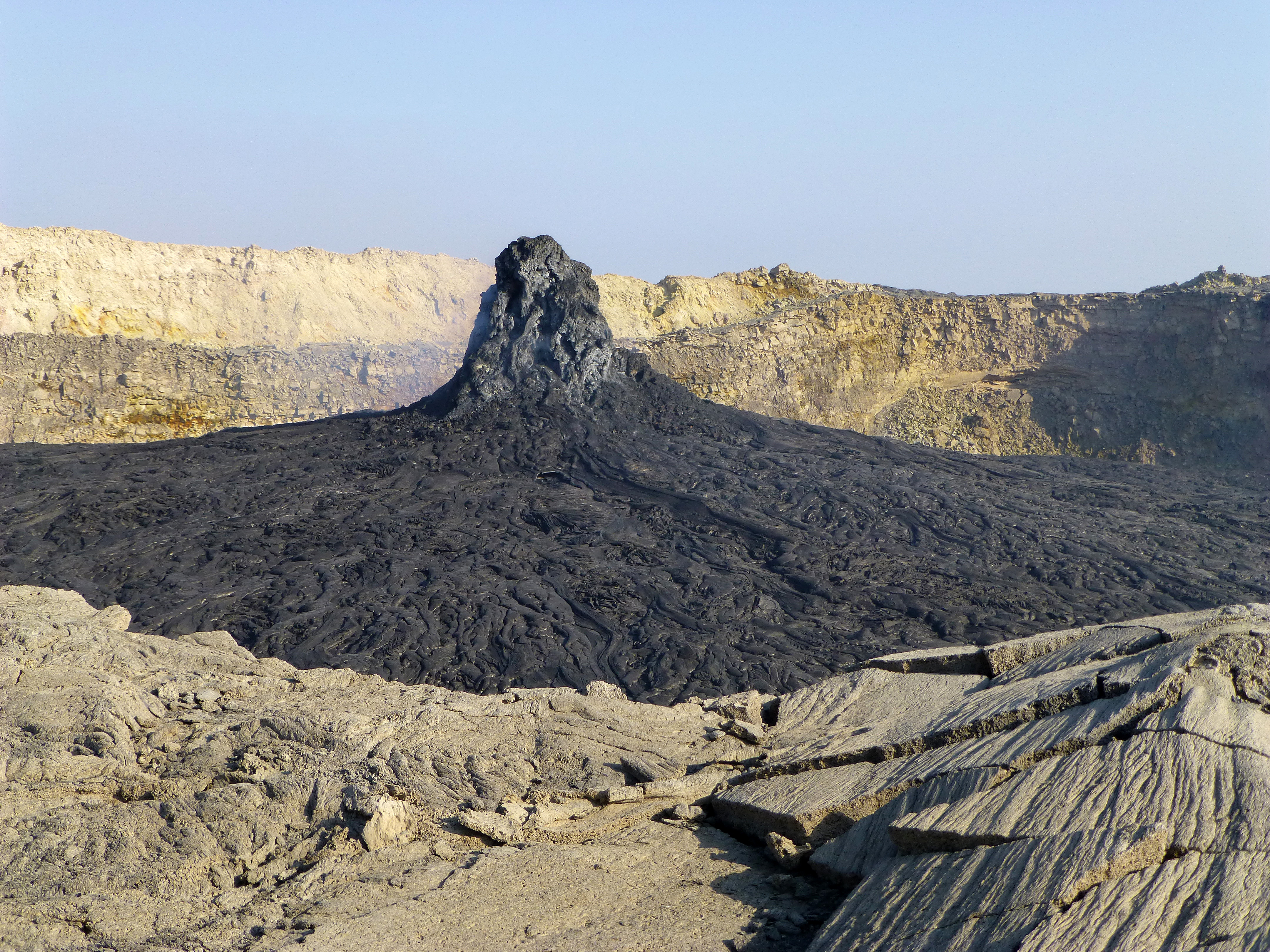
Különös második kráterképződmény az Erta Ale vulkán kráterében

1984-től a Szegedi Tudományegyetem Természetföldrajzi Tanszékén dolgozott tanszéki munkatársként.
2012 januárjában szabadsága alatt egy általa szervezett csoport élén tanulmányozta a kelet-afrikai vulkanikus képződményeket. Január 16-áról 17-ére virradó éjszakán az Erta Ale vulkán közelében etióp vagy eritreai félkatonai egységek agyonlőtték. Egyik társa, dr. Szabad Gábor bőrgyógyász is ott elszenvedett sebesülésébe halt bele.

## Tanulmányai
- 1980–1984, József Attila Tudományegyetem, Szeged földrajz–testnevelés szakos általános iskolai tanár
- 1986–1989, József Attila Tudományegyetem, Szeged földrajz szakos középiskolai tanár

## Oktatási tevékenysége
- Természetvédelem földrajzi alapjai (gyakorlat)
- Védett értékek földrajza (gyakorlat)
- Európa természeti földrajza (gyakorlat)
- Kárpát-medence ásványai (spec. koll.)
- Magashegységek formakincse (spec. koll.)
- Nemzeti parkok: Európa, Afrika, Ázsia, Amerikák (spec. koll.-ok)
- Terepgyakorlatok és tanulmányi kirándulások, tanulmányutak szervezése és szakmai vezetése.

## Társasági tagságai
- Magyar Minerofil Társaság (1984–2012)
- Magyar Hegymászó Klub (1980–2012)
- Magyar Földtani Védegylet (2008–2012)